# Durocher (claveciniste)
Pour les articles homonymes, voir Durocher.

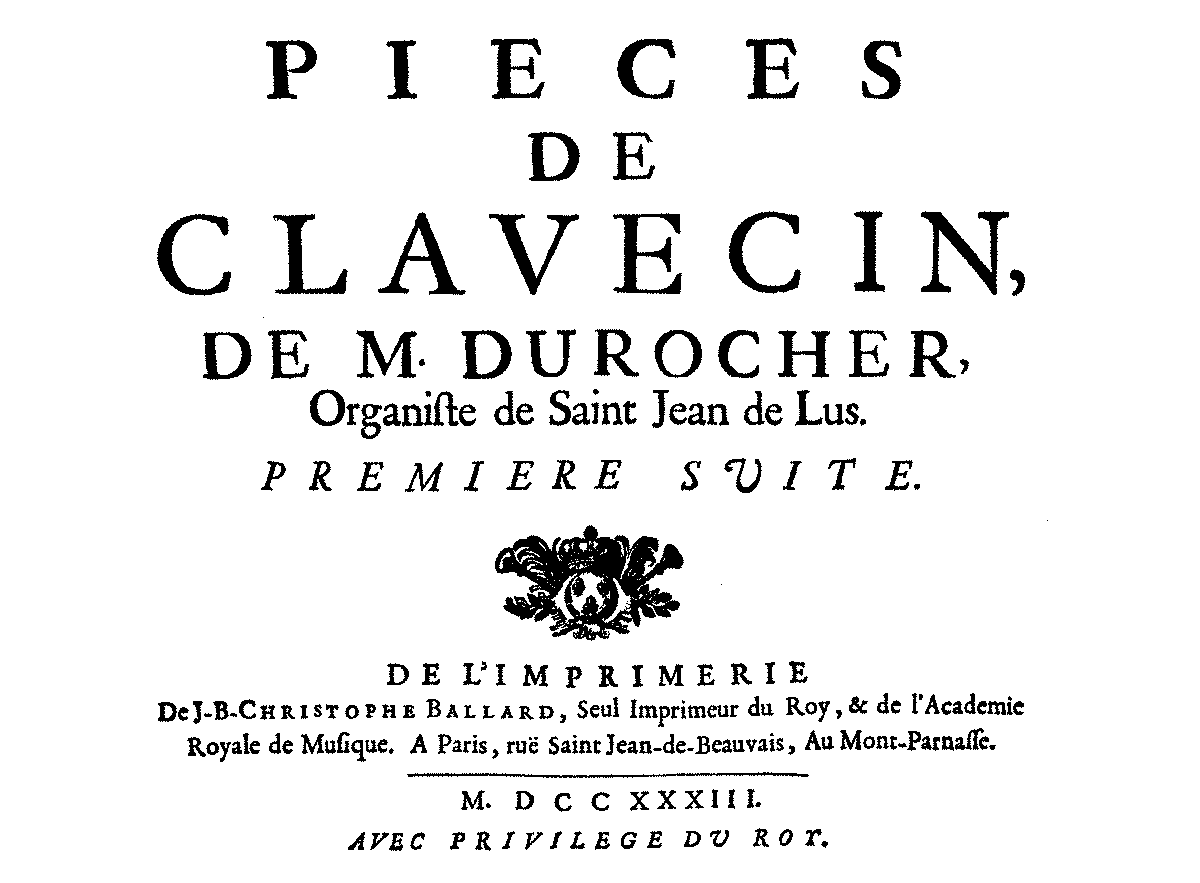
Page de titre du recueil de M. Durocher (1733).

Durocher (Jean) est le nom d'un claveciniste et organiste français du XVIIIe siècle.

## Biographie
Sa vie nous est très peu connue.
L'histoire de l'orgue de Saint-Jean-de-Luz permet de préciser que l'organiste et prêtre parisien Pierre Dandrieu, l'oncle de Jean-François, intervient en 1730 pour recommander la nomination de Jean Durocher au poste d'organiste sur le tout nouvel instrument de Saint-Jean-de-Luz, ce qui est confirmé par la page de titre de son recueil de pièces pour clavecin. Sans doute celui-ci était-il de ses élèves, car Durocher publie sa Première Suite en 1733 l'année même de la mort de Pierre Dandrieu.

## Compositions
Un seul livre de pièces de clavecin de sa composition nous est parvenu.
Pièces de Clavecin de M. (Monsieur?) Durocher, « Organiste de Saint-Jean-de-Luz » selon ce que nous apprend la couverture du recueil, il publie en 1733 chez J.-B. Christophe Ballard, à Paris, une Première Suite de pièces en ut.
Cette suite contient neuf pièces :
- Prélude (non mesuré)
- Les Faciles :
  - Premier menuet, de forme binaire (8 et 8 mesures avec reprises), suivi de trois variations.
  - Deuxième menuet, même forme que le premier menuet.
- La Naïve, de forme binaire (4 et 8 mesures avec reprises), suivi de cinq variations.
- L’Indifférente, de forme binaire (8 et 8 mesures avec reprises), suivi de cinq variations.
- La Musette, de forme rondeau (avec deux couplets).
- La Soumise, de forme binaire à reprises.
- La Joyeuse, de forme rondeau (avec deux couplets).
- L'Agréable, chaconne, de forme rondeau, dont l'ensemble est varié deux fois.
- Tambourin, de forme rondeau.

Il était prévu de publier trois autres suites similaires, mais il n'en a rien été a priori.